# Epicypta nigronitida
Epicypta nigronitida är en tvåvingeart som beskrevs av Loïc Matile 1979. Epicypta nigronitida ingår i släktet Epicypta och familjen svampmyggor. Inga underarter finns listade i Catalogue of Life.